# 大喬

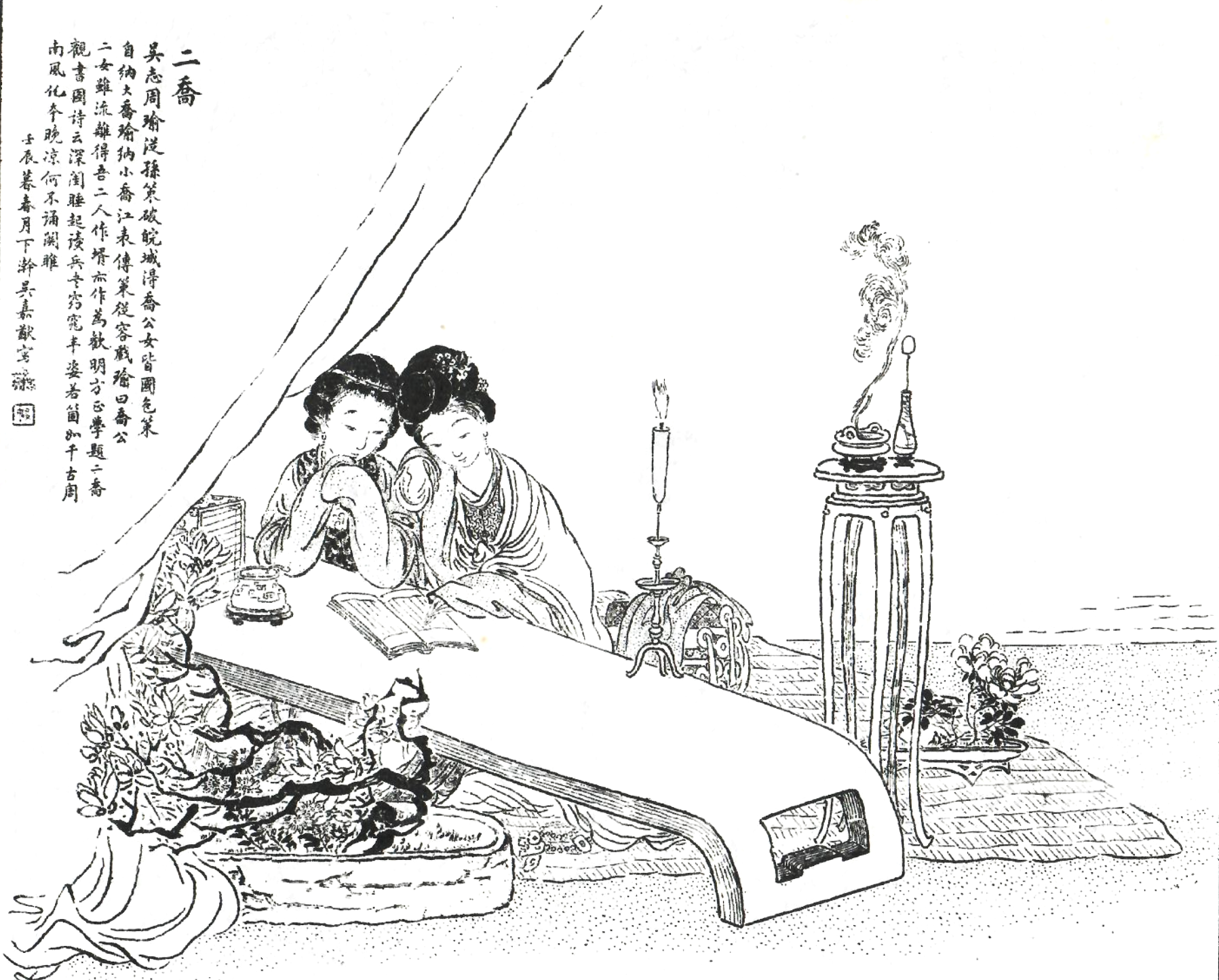
二喬（『古今百美図』）

大喬（だいきょう、Dà Qiáo、?-200年?）は、中国後漢末期の女性。父は橋公。妹は小喬。孫策の妻妾。

## 概要
『三国志』「呉志」周瑜伝に記述がある。
正史では「大橋」とされ、199年12月、妹と共に皖城を占領した孫策軍の捕虜となり、孫策の妻妾の一人に加えられた。裴注の『江表伝』には、孫策が小橋を娶った周瑜に「橋公のふたりの娘は故郷を失うことになったわけだが、われわれを婿どのにすることができたのだから満足だろうよ」と言ったという。しかしその後、4か月足らずで孫策が死亡、所生の子供の記録もない。孫策の妾にされた直後、袁術・劉勲の妻子らと共に呉郡へ送致された後の消息は一切不明である。

## その他
野史『庸庵筆記』では、複数の魅力を併せ持つ女性の一人として名が挙がる。なお、夫の死後の数か月後に亡くなったと伝承される。
清の『百美新詠図伝』によると、中国歴朝で最も名高い美人百人に選ばれている。
小説『三国志演義』においては、いわゆる「毛宗崗本」など一部の版本において姓を「喬」に改められ、「沈魚落雁閉月羞花」ほどの絶世の美女とされている。妻となった経緯は語られていない。孫策臨終の際、喬夫人の名前で登場し、遺命により姑である呉夫人を養う。赤壁の戦い時に諸葛亮が周瑜に対し、曹操が二喬を奪おうとしているとほのめかしたため、周瑜が激怒し開戦を決意させたように描かれている。
京劇『鳳凰二喬』では喬靚（きょうせい）という名で登場する。